# King of the Zulus
King of the Zulus est un tableau réalisé par le peintre américain Jean-Michel Basquiat en 1984-1985. Exécuté à la peinture acrylique, au pastel gras et par collage de photocopies couleur en papier sur une toile, il se présente à la manière d'un mur couvert de graffiti que domine une tête humaine dans le quart supérieur gauche de la composition. Il s'agit d'un hommage à Louis Armstrong, le musicien de jazz dont l'œuvre reprend un titre en même temps qu'elle s'inspire de sa capacité d'improvisation. Achetée dès 1986 à la galerie Daniel Templon, à Paris, elle est conservée au musée d'Art contemporain de Marseille, à Marseille, également en France,.